# 上厄夫林根
上厄夫林根是德国莱茵兰-普法尔茨州的一个市镇。总面积7.44平方公里，总人口274人，其中男性138人，女性136人（2011年12月31日），人口密度37人/平方公里。